# Rhacophorus turpes
Rhacophorus turpes là một loài ếch trong họ Rhacophoridae. Chúng là loài đặc hữu của Myanmar.
Các môi trường sống tự nhiên của chúng là sông, đầm nước ngọt, và đầm nước ngọt có nước theo mùa.